# Neuvy-en-Dunois
Neuvy-en-Dunois é uma comuna francesa na região administrativa do Centro, no departamento Eure-et-Loir. Estende-se por uma área de 25,7 km². Em 2010 a comuna tinha 321 habitantes (densidade: 12,5 hab./km²).